# Zvonimir Torjanac
Zvonimir Torjanac (Donji Miholjac, 14. rujna 1930. – Zagreb, 9. rujna 2014.), hrvatski glumac.

## Životopis
U rodnom mjestu završava osnovnu i srednju školu. Već od rane mladosti bio je član amaterske kazališne družine. Školovanje nastavlja u Zagrebu 1949. na Studiju za glumu i režiju. Deset sezona bio je članom varaždinskog kazališta, a 1963. prelazi u Zagrebačko kazalište mladih, tada Zagrebačko pionirsko kazalište gdje je nastupao sljedećih 19 godina. Od 1983. bio je članom Drame Hrvatskoga narodnog kazališta u Zagrebu sve do 1993., kada je umirovljen.

## Filmografija

### Televizijske uloge
| - Dileme (1965.) - Sumorna jesen (1969.) - Kuda idu divlje svinje kao Kamilo Lisac (1971.) - Prosjaci i sinovi kao Joe Amerikanac (1972.) - Mandrin kao Durel (1972.) - Gruntovčani kao Lugar Pišta (1975.) - Kapelski kresovi kao Fabijan (1975.) - Nikola Tesla kao učitelj (1977.) - Mačak pod šljemom kao Ivan Kapsula (1978.) - Anno domini 1573 (1979.) | - Jelenko (1981.) - Gabrijel kao gazda (1984.) - Ne daj se, Floki kao djed (1985.) - Dosije (1986.) - Operacija Barbarossa kao profesor matematike (1990.) - Dirigenti i mužikaši kao lugar (1990.) - Olujne tišine 1895-1995 kao Desider Banffy (1997.) - Zabranjena ljubav kao Đuro Nobilo (2005.) - Stipe u gostima kao umirovljenik (2010.) - Pod sretnom zvijezdom kao Miro Franck (2011.) - Odmori se, zaslužio si kao otmjeni gospodin (2013.) |

### Filmske uloge
| - Protest (1967.) - Krhka igračka (1973.) - Seljačka buna 1573 (1975.) - Letači velikog bena (1977.) - Ne naginji se van (1977.) - Sudite mi (1978.) - Ljubica (1978.) - Novinar kao ljekar (1979.) - Liberanovi kao Liberan (1979.) - Živi bili pa vidjeli (1979.) - Godišnja doba Željke, Višnje i Branke (1979.) - Tajne Nikole Tesle (1980.) - Dva sanduka dinamita (1980.) - Izbavitelj (1981.) - Obiteljski album kao otac (1981.) - Visoki napon (1981.) - Nesretan slučaj (1981.) - Servantes iz Malog Mista (1982.) - Vlastiti aranžman (1982.) - U logoru kao brigadir Heinrich (1983.) - Prestrojavanje (1983.) - Pod starim krovovima kao Cintek (1984.) - Eter (1985.) - Obećana zemlja (1986.) | - Kako preživjeti do prvog kao gazda (1986.) - Kraljeva završnica (1987.) - Osuđeni kao ujak (1987.) - Na kraju puta (1987.) - Oficir s ružom kao Stipe (1987.) - Kanarinčeva ljubovca (1988.) - Sokol ga nije volio kao Hanzika (1988.) - Krvopijci kao Jambrek (1989.) - Čovjek koji je volio sprovode kao Dragec (1989.) - Lude gljive (1990.) - Doktorova noć (1990.) - Ljeto za sjećanje (1990.) - Čaruga kao Veselinović (1991.) - Đuka Begović (1991.) - Papa Sixto V (1992.) - Djed i baka se rastaju kao Josip (1996.) - Kuća duhova kao dr. Razbajer (1998.) - Pomor tuljana (2000.) - Ante se vraća kući kao Stariji Pilar (2001.) - Prezimiti u Riju kao Kuka (2002.) - Varuh meje (hrv. Čuvar granice) kao Zvonimir Trojanac (2002.) - Potonulo groblje kao dr. Vrtovec (2002.) - Duga mračna noć kao Dano (2004.) - Snivaj, zlato moje kao Franjo Šostar (2005.) - Noćni brodovi kao Vlado (2012.) |

### Sinkronizacija
- Pinokio i car noći kao Geppetto (2006.)

### Audio - priča za djecu
Bijeli jelen - kao knez Bodo (2005.)

## Vanjske poveznice
- Zvonimir Torjanac u internetskoj bazi filmova IMDb-u (engl.)